# 九龍巴士71X線
九龍巴士71X線是香港一條已停駛的特快巴士路線，來往上水至長沙灣甘泉街。

## 發展
吐露港公路於1985年9月24日通車，也標誌著北區的全面發展，不過當時九巴卻沒有立即開辦北區往來九龍的特快線，71X線在1989年4月17日開辦，來往上水及長沙灣甘泉街，是1980年代末期至1990年代初期新界北區唯一一條可以往返深水埗區的路線。71X的特別之處是跟70X一樣取道吐露港公路。
由於大埔區已有72X往來旺角，來往北區至旺角又有更直接快捷的九廣東鐵（今港鐵東鐵綫），與本線嚴重重疊，加上北區居民來往旺角多乘搭九廣東鐵，故71X先於1989年10月26日改經南昌街，不經旺角，這個改動令服務範圍收窄，加上1980年代後期是獅子山隧道交通擠塞最嚴重時期，不少北區居民寧願改乘九廣東鐵往來市區，導致客量不斷流失。再於1990年2月1日改為只行走平日繁忙時間，2月17日起繞經太和巴士總站，最後因城門隧道通車而支撐不住，1991年3月29日停駛。
據報章報道，此路線於1989年中使用11輛巴士行走，每日平均乘客量1250人，每班車平均僅載14人。

## 使用車型
主要有數輛利蘭勝利二型和一輛丹尼士統治者巴士，由上水車廠和荔枝角車廠派車。

## 取消以後
71X停駛直至270B線轉為全日服務前，北區居民前往深水埗需採用較迂迴的路線前往。以下列舉數種方法：
1. 乘搭港鐵東鐵綫到九龍塘站，後轉乘觀塘綫到太子站，再轉乘荃灣綫
2. 乘搭港鐵東鐵綫到沙田站的沙田市中心巴士總站轉乘九巴72、81、86等線
3. 乘搭73到太和，轉乘72往長沙灣 （由2008年12月7日起享有轉乘優惠）
4. 乘搭279X往大欖隧道轉車站，再轉乘九巴68X、69X或265B線（享有轉乘優惠）
5. 乘搭278X到梨木樹邨或昌榮路轉乘32、36A、36B。

在上水石湖墟，也有公共小巴來往深水埗嘉頓（青山道），而這些小巴亦途經聯和墟及祥華邨等地。
270B線來往上水至深水埗，於2013年8月19日配合「北區區域性巴士路線重組」而開辦，初期只於繁忙時間服務，途經吐露港公路及青沙公路。2016年6月增設由粉嶺聯和墟開出的特別班次270D線。2018年12月30日，270B線提升為全日服務，北區和深水埗之間再度有專營巴士服務。

## 有關文章
1. ↑  《平均每程搭客十四人 九巴71X虧蝕大》，華僑日報，1989年7月6日

- 北區巴士傳奇——70/71X/270A

## 有關資料
- 香港市民對於重辦71X的意見